# Theatrum Europaeum
Theatrum Europaeum je německy psané historické dílo, které vycházelo mezi lety 1633 až 1738. První z 21 ilustrovaných svazků díla vydával Matthäus Merian, který také vytvořil jejich obrazovou část. Jedinečný význam má Theatrum Europaeum jako kronika Evropy v průběhu třicetileté války a za panování Ludvíka XIV. ve Francii. Ve všech svazcích se objevuje na 720 mědirytin, z toho 140 od Meriana, a jednotlivé díly mají mezi 400 až 1500 stranami.

## Historie
Johann Philipp Abelin nejprve sepsal Historische Chronik od. Beschreibung der Geschichte von Anfang der Welt bis 1619 ("Historická kronika, aneb popis dějin od počátku světa do roku 1619"), kterou následně vydal pod přezdívkou Gottfried. Toto dílo se dočkalo několika vydání a Meurs je přeložil do nizozemštiny. Matthäus Merian, obratný frankfurtský nakladatel, poté uložil Abelinovi, aby pokračoval v této kronice, kterou pak Abelin vydal svým jménem a sice nejprve druhý díl roku 1633, a první díl chronologicky předcházející vyšel až roku 1635 pod názvem Theatrum Europaeum oder Beschreibung aller denkwürdigen Geschichten, so hin und wieder. fürnemlich in Europa von 1617 sich zugetragen ("Theatrum Europaeum aneb popis všech pamětihodných událostí, které se tu a tam, zejména v Evropě od roku 1617 odehrály").
Z tohoto díla se vyvinul rozsáhlý historický sborník, sahající až po rok 1718. Později v létech 1646–1738 v něm pokračovalo několik dalších spisovatelů s nestejným zdarem a nakonec vyšlo celkem dvacet jedna dílů ve folio, z nichž dva první, sepsané Abelinem, jsou nejcennější.
Dnes je dílo zdigitalizováno a přístupné na internetu.

## Přehled vydání
| Díl | Popisované období | Autor                                   | Vydání      | Vydání   | Vydání   | Vydání  | Vydání  | Vydání  |
| Díl | Popisované období | Autor                                   | I.          | II.      | III.     | IV.     | V.      | VI.     |
| 1.  | 1618–1629         | Joh. Phil. Abelin                       | 1635        | 1643     | 1662 (2) | po 1662 |         |         |
| 2.  | 1629–1633         | Joh. Phil. Abelin und Joh. Flittner     | 1633        | 1637     | 1646     | 1679    | po 1679 | po 1679 |
| 3.  | 1633–1638         | Hch. Oraeus                             | 1639        | 1644     | 1670     | po 1670 | po 1670 |         |
| 4.  | 1638–1643         | I.P.A. V.M.                             | 1643        | po 1643  | 1648 (2) | 1692    |         |         |
| 5.  | 1643–1647         | Joh. Peter Lotichius                    | 1647        | 1651     | 1707     |         |         |         |
| 6.  | 1647–1651         | Joh. Georg Schleder                     | 1652        | 1663     | po 1663  |         |         |         |
| 7.  | 1651–1658         | Joh. Georg Schleder                     | 1663        | 1685     | po 1685  |         |         |         |
| 8.  | 1658–1660         | Martin Meyer                            | 1667        | 1693     |          |         |         |         |
| 9.  | 1661–1665         | Martin Meyer                            | 1672        | 1699 (2) |          |         |         |         |
| 10. | 1666–1671         | Martin Meyer a Wolfg. Jacob Geiger      | 1677        | 1703     |          |         |         |         |
| 11. | 1672–1679         | (anonym)                                | 1682        | ca 1707  |          |         |         |         |
| 12. | 1679–1687         | (anonym)                                | 1691        | po 1691  |          |         |         |         |
| 13. | 1687–1691         | (anonym)                                | 1698        |          |          |         |         |         |
| 14. | 1691–1695         | (anonym)                                | 1702        |          |          |         |         |         |
| 15. | 1696–1700         | (anonym)                                | 1707 (2)(3) |          |          |         |         |         |
| 16. | 1701–1703         | Daniel Schneider (publikováno anonymně) | 1708        | 1717     | po 1717  |         |         |         |
| 17. | 1704–1706         | Daniel Schneider                        | 1718 (2)(3) | 1720     |          |         |         |         |
| 18. | 1707–1709         | Daniel Schneider                        | 1720 (2)(3) |          |          |         |         |         |
| 19. | 1710–1712         | Daniel Schneider                        | 1723        | po 1723  |          |         |         |         |
| 20. | 1713–1715         | Daniel Schneider                        | 1734        |          |          |         |         |         |
| 21. | 1716–1718         | Daniel Schneider a Gabriel Schweder     | 1738        |          |          |         |         |         |